# Muqui (mitología)
El muki o anchancho es un duende de la mitología de los Andes centrales de Perú, el cual se caracteriza por ser minero y, como tal, su existencia está circunscrita al espacio subterráneo: el muqui habita en el interior de la mina.
La palabra "muki" resulta de la castellanización del vocablo quechua murik, que significa "el que asfixia" o muriska "el que es asfixiado". En su vertiente huancavelicana, la palabra muqui sugiere "el acto de torcer", "ahorcar". Por ello, los antiguos mineros inconscientemente, identificaron al muqui con el sílice, polvo letal que produce la silicosis. Aunque también muki en quechua significa "húmedo" o "humedad". De ahí se dice que el muki aparece en los lugares donde hay agua.
A pesar de la distancia y el aislamiento de los campamentos mineros, la creencia y la descripción del muki es, prácticamente, la misma en la sierra desde Puno, en el sur hasta Cajamarca en el norte del Perú, en el centro hasta Pasco, aunque su nombre varía en algunos lugares. En Arequipa, por ejemplo, se le llama “chinchilico”; en Puno, “anchancho” en Pasco y la región andina de Bolivia, “muqui” y en Cajamarca, “jusshi”. Todas estas ciudades están localizadas en el Perú.
La fusión (sincretismo) de la cultura indígena con la cristiana, supuso también la inclusión de creencias occidentales con respecto a este mito, tal como que las principales víctimas de estos duendecillos era los niños moritos, aquellos que aún no habían recibido el bautismo; incluso se menciona en algunos lugares del sur del país, que son estos niños no bautizados, eran quienes se convertían en los duendecillos. Según antiguos relatos, Los niños que no son bautizados, son raptados por los duendes, los cuales viven (o se esconden) en las higueras o platanales, para que se conviertan en uno de ellos. El niño que se encuentra con estos seres, aparte de recibir un gran susto adquiere una piel muy pálida, por lo que se recomienda llevar lo más antes posible a una iglesia para que reciba el Sacramento.
La creencia en el muki surgiría tanto de las antiguas tradiciones andinas sobre los demonios y pequeños seres que pueblan el “Uku Pacha” o mundo de abajo, como de los propios temores y de la necesidad de los trabajadores de encontrar una explicación a las cosas extraordinarias que suelen ocurrir diariamente en la labor minera.
Como se advierte, en el imaginario popular, no existe un solo tipo de muqui. Así como hay diversidad de elfos mineros a nivel universal, existen también variedades de muquis en el mundo subterráneo de los Andes. Se les conoce por los lugares en que se hicieron visibles. Sus diferencias son formales antes que de esencia. Así tenemos muquis de Huacracocha, de Goyllar, de Morococha, de El Diamante, de Santender, de la Mina Tentadora, de la mina Julcani, de Excélsior, por citar algunos de los más conocidos de una inacabable relación que corresponde a la tradición oral de las minas.

## Leyenda
En las alturas del Cerro de Pasco se habla de un ser diminuto y extraño cuenta la leyenda que en los socavones de las minas que pertenecían a la compañía de cerro de pasco algunos mineros percibían la presencia de un ser diminuto y gracioso el cual les jugaba algunas bromas a los que descansaban plácidamente en las obras de trabajo.

### Características
De estatura pequeña, el Muqui no excede los cincuenta centímetros, perteneciendo, estos seres, a la categoría de los enanos.
También hay una historia la cual dice que el ha jugado con un niño un juego peruano llamado canicas el juego consiste en que cada jugador tiene un par de canicas las cuales tiran,en eso el muqui tenía canicas de oro,ya jugando el niño le había ganado y se había quedado con las canicas de oro,cuando el niño llega a casa le muestra a su padre sobre las canicas y el padre se sorprende y le pregunta de donde saco eso hay el niño de contesta que de un amigo que había jugando.

## Cuentos
Era un día del mes de agosto, cuando la luna estaba llena, que un minero se fue a trabajar en una mina cerca de Pucayaco manejando máquinas pesadas. Él tenía un hijo llamado Eustaquio de nueve años que se encargaba de llevarle el almuerzo todos los días a pesar de su pobreza.
Un día Eustaquio salió de su casa llevando el almuerzo de su papá. A las once de la mañana aún no llegaba con el almuerzo; ya era la una de la tarde y su papá muy preocupado y con mucha hambre se fue a buscarlo. Cuando estaba pasando una curva vio a su hijo jugando con otro niño con piedritas, pero mientras más se acercaba se dio cuenta de que esas piedritas eran pepitas de oro y que el otro niño era nada más y nada menos que un muqui. Al darse cuenta el señor agarró su correa y ató al muqui y lo encerró en un baúl y a cambio de su libertad el muqui le dio un baúl de oro y los padres de Eustaquio salieron de la pobreza.
Para la tradición cerreña, el Muqui es un ser pequeño, de cuerpo fornido y desproporcionado. Su cabeza está unida al tronco, pues no tiene cuello. Su voz es grave y ronca, no concordante con su estatura. Su cabello es largo, de color rubio brillante. Su rostro es colorado y está cubierto de vellos. Posee una barba larga, del color blanquecino de la alcaparrosa. Su mirada es penetrante, agresiva e hipnótica, de reflejos metálicos. En otras tradiciones mineras, su cabeza presenta dos cuernos. Estos le sirven para romper las rocas y señalar las vetas. Su piel es muy blanca y lleva colgado de la mano un farolito (cf. Sosa y Tamara). Además, tiene las orejas en punta. (La influencia occidental es nítida en este aspecto de la representación. El diablo, originario de la cultura etrusca y difundido extensamente en el bajo Medioevo por el catolicismo, ha sido vinculado con los duendes mineros. Los metalarios del periodo inicial de la alquimia, atribuían a los duendes, gnomos, kobolds y al diablo mismo, las perturbaciones en el tratamiento de los metales. Por ejemplo, el nombre del cobalto deriva de kobold (duende escandinavo) y níquel del diablo mismo, como lo llamaba un sector de alquimistas).
Habitan en lugares desérticos, atacan produciendo bastante miedo a sus víctimas o adversarios, se dice que suelen llevarse niños solos e indefensos; un secreto de personas antiguas para enfrentarlos es quitarse el cinturón o correa de los pantalones y darles con el cinturón con mucha fuerza sin dejarse vencer por el miedo.
Su descripción varía de acuerdo a la época. Antiguamente, por la década de los años 1930, se decía que recorría los socavones sosteniendo en la mano, una pequeña lámpara de carburo, abrigado con un poncho hecho de lana de vicuña. Tenía en la cabeza dos pequeños cuernos relucientes y hablaba con voz suave. En la actualidad no es muy diferente, aunque ahora vista ropa de minero, botas de agua y use una linterna eléctrica a batería. A veces el pequeño duende toma también la forma de animal o de un hombre muy blanco y rubio para presentarse a los mineros y engañarlos.

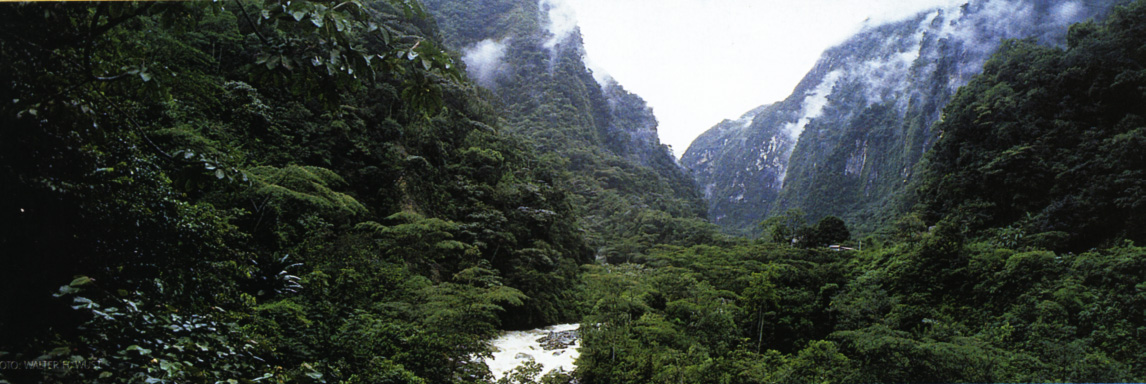
La leyenda del Muqui, se encuentra ampliamente extendida en el ambiente minero de los Andes Centrales.

Consecuente con las exigencias del trabajo, el Muqui usa casco, ropa de minero y calza botas claveteadas. En otras tradiciones, se le representa como un geniecillo vestido de verde musgo, a veces con una finísima capa de vicuña o con el traje impermeable que usan los mineros. Generalmente, porta en la cintura una lámpara, ya de carburo, ya eléctrica, según el avance tecnológico de la mina. Lleva un shicullo, soga de pelos de la cola del caballo, atado a la cintura. Camina como pato, pues sus pies son de tamaño anormal. Sus extremidades inferiores pueden adoptar la forma de las patas de un ganso o cuervo. Asimismo, pueden tener la punta hacia atrás. Por ello su ropa les cubre hasta los pies. Los curiosos esparcen ceniza o harina en su camino para auscultar la huella que dejan a su paso.
El Muqui puede andar solo o acompañado: refieren, algunos informantes, episodios protagonizados por varios Muquis formando grupos; otros dan fe sobre su inclinación de vivir solos. Pueblan, estos seres, un mundo de eterna oscuridad, sin tiempo. No se le ha visto envejecer, pareciera que el tiempo no le afecta. Y, en su sorprendente existir, se torna visible o invisible a los ojos mortales. Los Muquis gustan de lanzar penetrantes silbidos. Éstos, anuncian peligro y salvaguardan a los mineros de su simpatía. En otras ocasiones, producen desconcierto y miedo. Los Muquis, son comunicativos. Hablan a los oídos, conversan en los sueños, poseen un extraño poder premonitorio. Esta energía dialogal es sentida, vitalmente, por las gentes de las minas. El Muqui no gusta de los agnósticos. Le molesta que duden de su existencia.
El Muqui se inmiscuye en el destino de los trabajadores del socavón, gratificándolos o escarmentándolos. Es un misterioso enano conocido como el dueño de las minas.
El Muqui es un duende investido de poder. A su voluntad, hace aparecer o desaparecer las vetas (veta de oro). Está atento a las obsesiones, resentimientos, ambiciones y frustraciones de los mineros. Y, al tiempo que demuestra simpatía hacia unos, genera castigo y escarmiento a otros. Puede aliviar el trabajo, ablandar las vetas o endurecerlas, si prefiere. Suele conceder favores, establecer pactos, sellar alianzas, llegar a acuerdos a plazo fijo, que cobra puntual e inexorablemente. Pues, estos donantes de la buena o mala suerte, poseen un código de honor preciso y reservado. Su ética exige discreción y reciprocidad en sus pactos. De allí que los amigos del Muqui sean personas de opiniones reservadas y criterios parcos.
La mayoría de relatos coinciden en que es posible atrapar al Muqui y hacer “pacto” con él para enriquecerse. En el caso más frecuente el enanito de las minas ofrece al trabajador hacer su “tarea” a cambio de coca, alcohol y hasta de la compañía de una mujer para mitigar su soledad. Pero casi siempre el resultado del pacto es trágico, pues a la larga de una u otra manera el minero incumple y el Muqui se venga quintándole la vida.
El Muqui se abstrae en el juego o el trabajo. Por esa razón bien puede observársele sin que lo advierta. En esa circunstancia, los audaces, logran cogerlo y sujetarlo con el shicullo. En tal caso, al Muqui "se le amarra sólo con soga de cerda de caballo, porque hasta el alambre lo rompe" (cf. Huanay: 78-79). Enseguida, se lo cubre con la misma ropa de su captor. Este secreto, lo inmoviliza. Ha habido mineros que habiéndolo amarrado lo han amenazado con llevarlo a la luz y el Muqui se ha vencido, sabedor de su debilidad: los reflejos del sol lo desvanecen y matan.

"Atrapar al Muqui es ambición de todo minero. Pues, por liberarse, el Muqui, se ve obligado a trabajar por el minero, en unos casos; en otros, lo hace depositario de una determinada cantidad de oro, con la que el minero se enriquece y retira de la mina".
 (cf. Sosa y Tamara)#GGC11C

## Literatura
La figura del Muki está muy presente en la novela Lituma en los Andes de Mario Vargas Llosa. En el libro, dos agentes de la Guardia Civil investigan la desaparición de tres hombres, intentando determinar si fueron asesinados por los terroristas de Sendero Luminoso o por monstruos mitológicos: "El diablito de las minas. El vengador de los cerros explotados por la codicia del los humanos. Mata sòlo a los mineros".